# Renault Trafic
Renault Trafic je dodávkový automobil menší velikosti, který vyrábí francouzská automobilka Renault od roku 1981. 

## První generace
První generace se vyráběla v letech 1981–2000, přičemž několikrát byla upravena. V roce 1990 proběhl výrazný facelift. Od roku 1997 se model prodával i jako Opel Arena, Vauxhall Arena či Nissan Primastar a Opel/Vauxhall Vivaro.
Předchozí verze Renaultu Trafic byly prodány Chevroletu a první generaci nyní v Indii vyrábí firma Tata Motors.

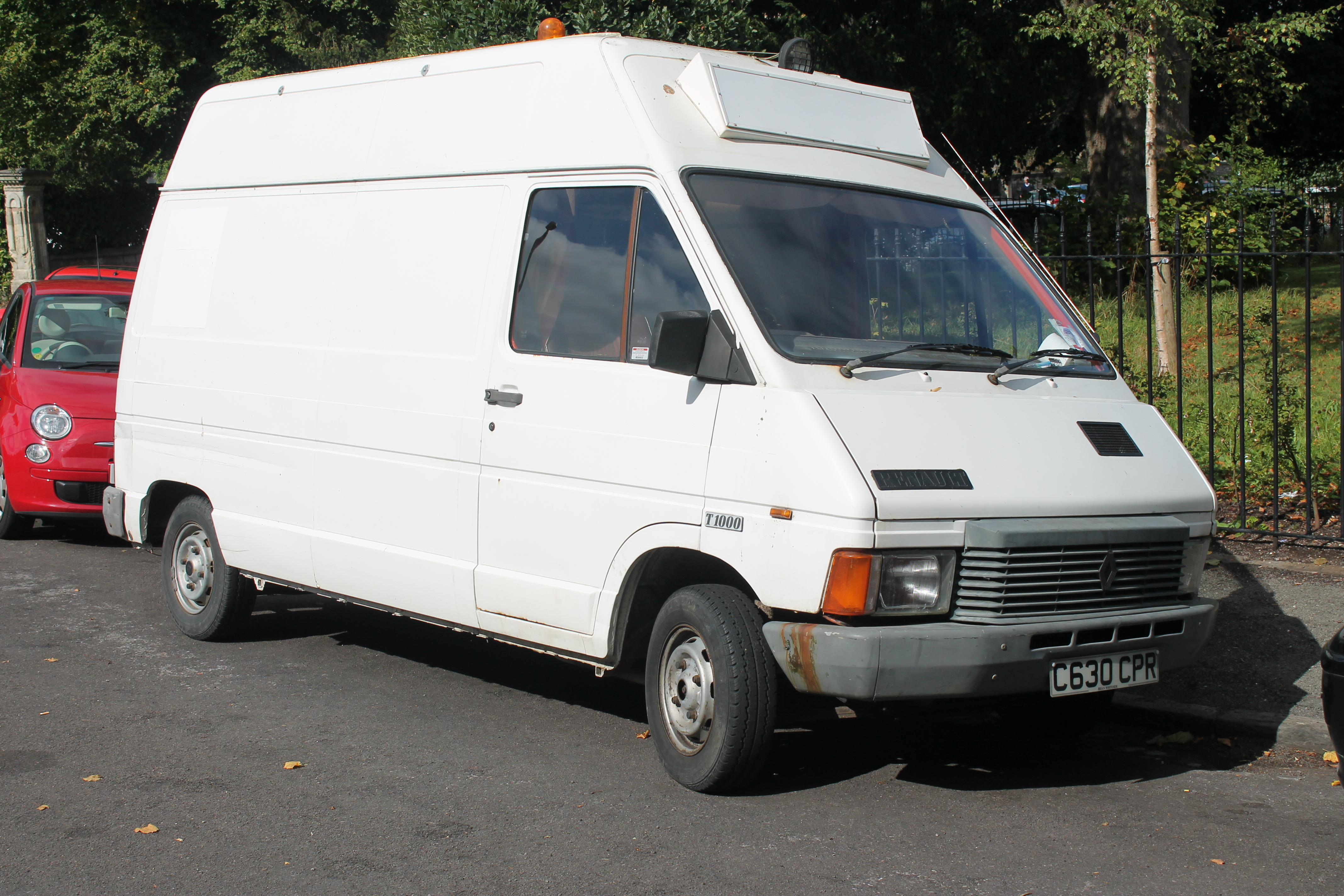
První generace před faceliftem
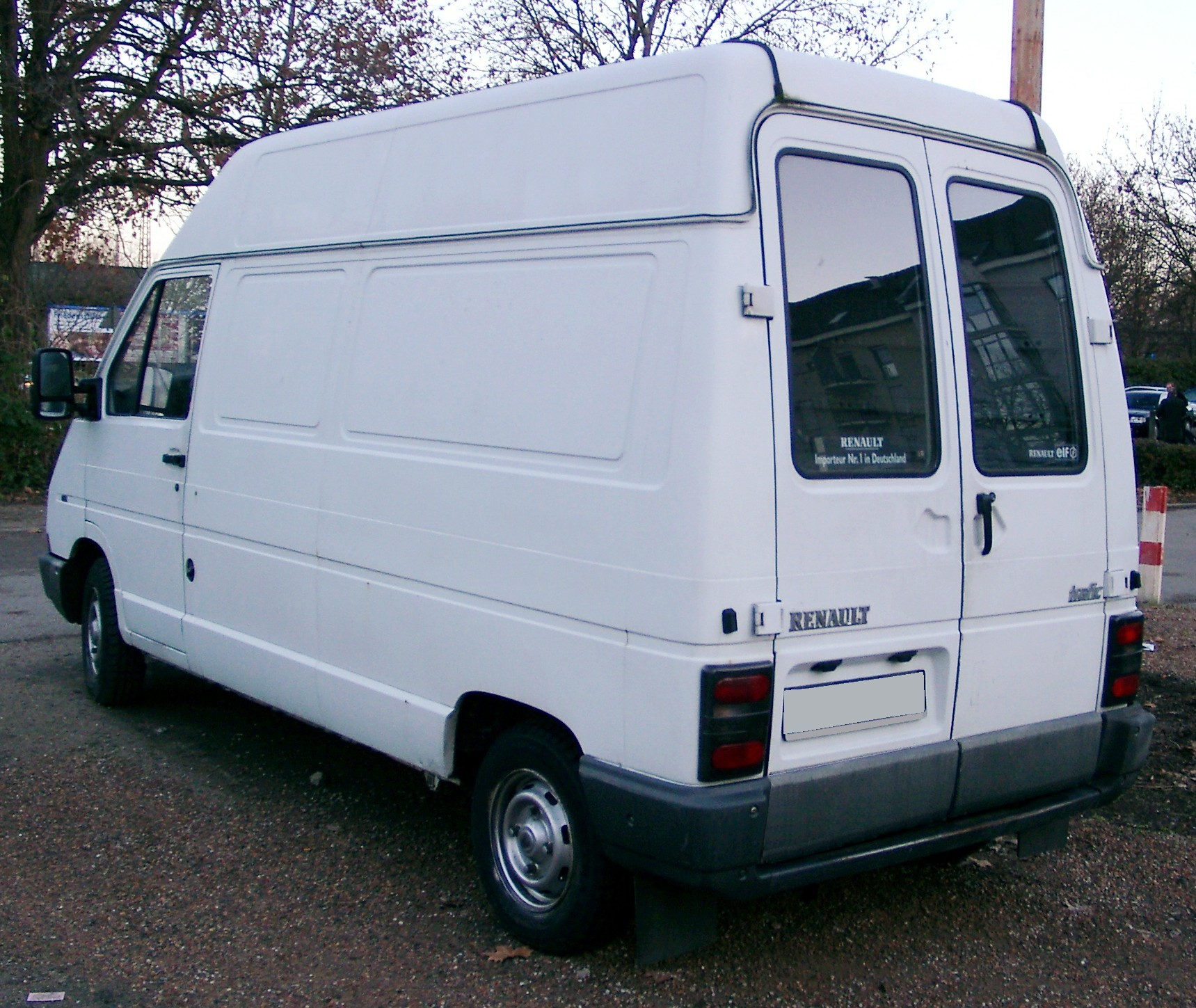
První generace zezadu

## Druhá generace
Druhá generace byla vyráběná v letech 2001–2014. Byla vyráběná také jako Opel Vivaro, Vauxhall Vivaro a Nissan Primastar, protože Renault při vývoji spolupracoval s automobilkami Opel (Vauxhall) a Nissan.

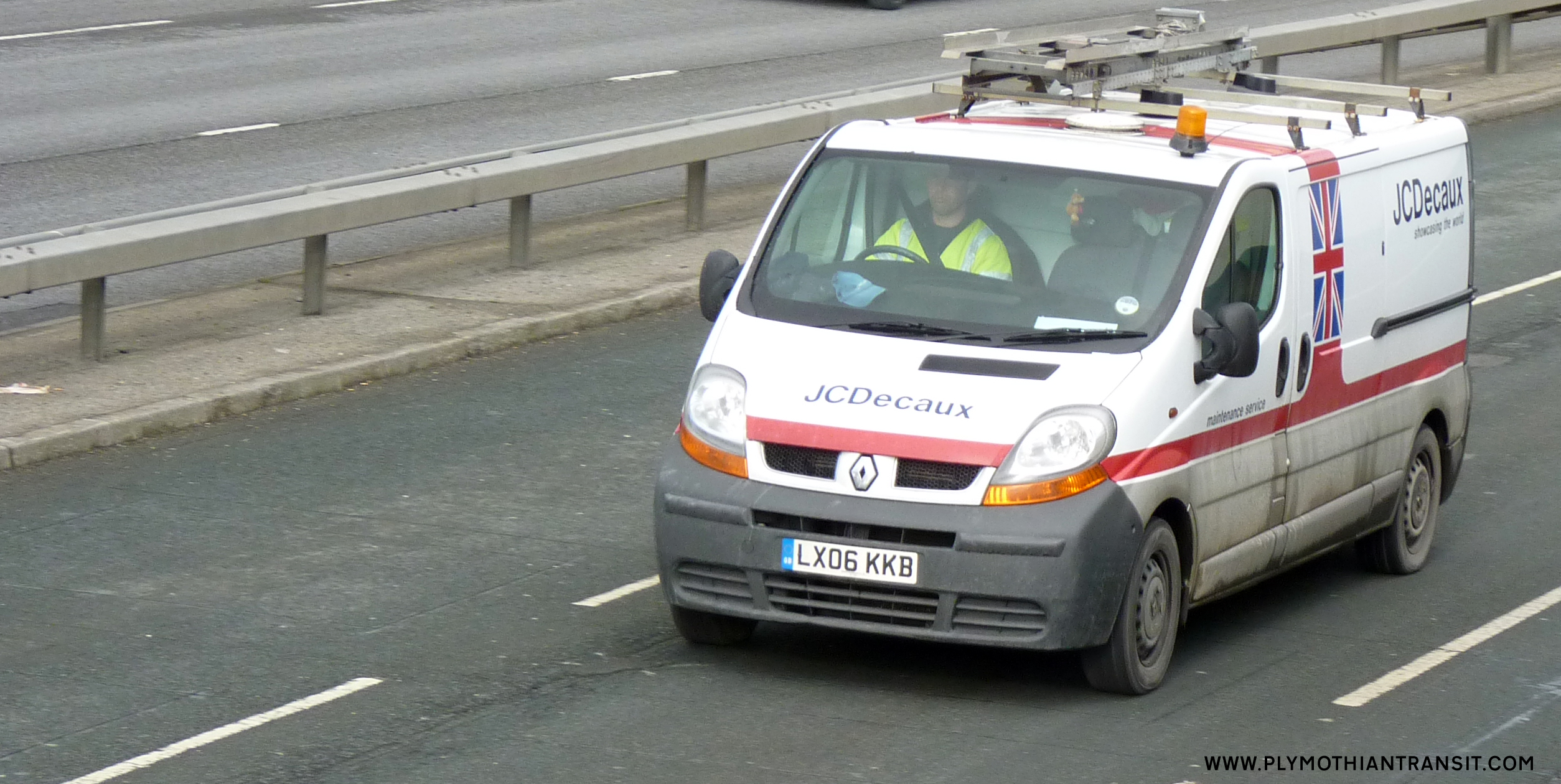
Druhá generace před faceliftem
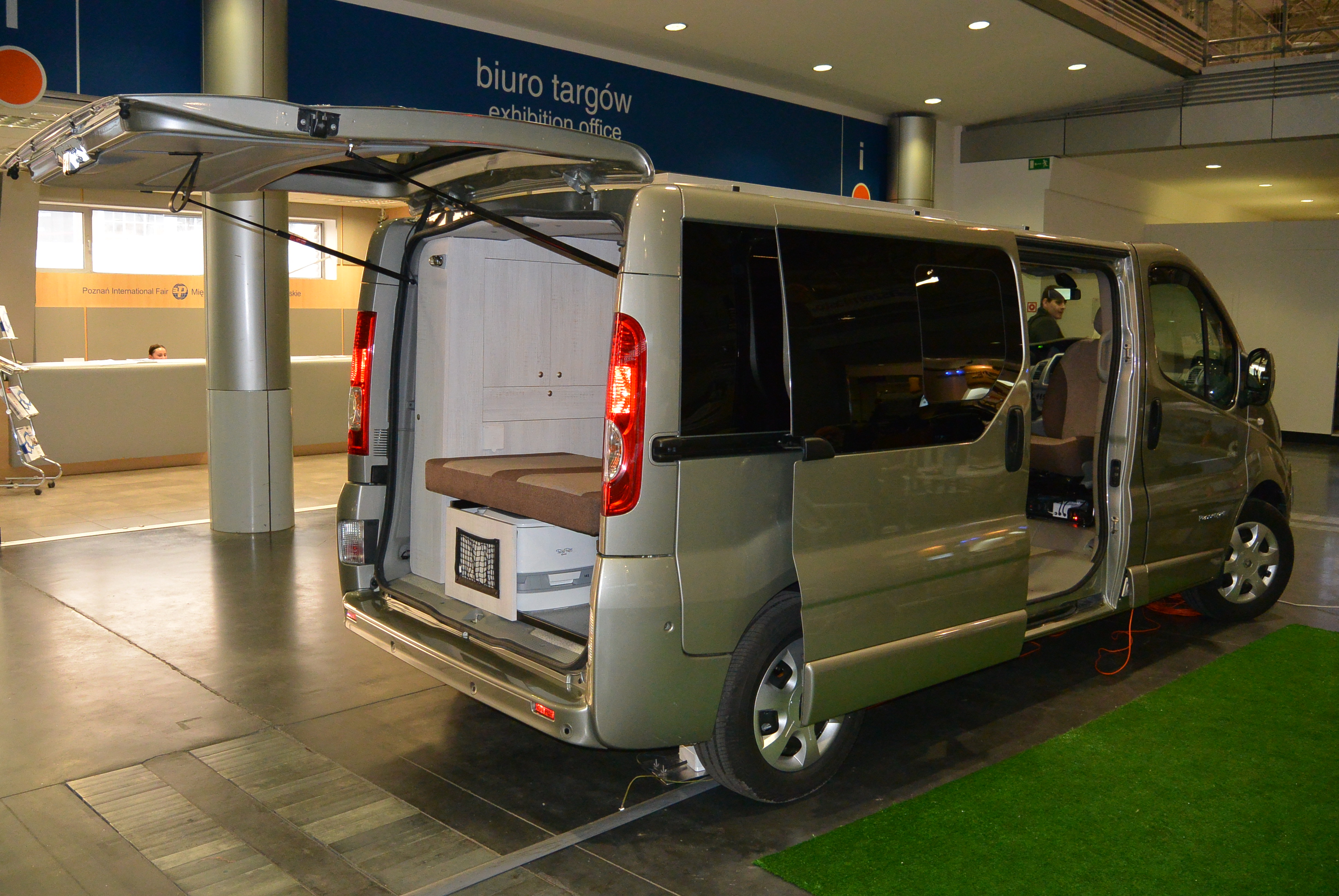
Druhá generace zezadu jako obytná verze

## Třetí generace
Od roku 2014 je k dispozici třetí generace Renaultu Trafic a je vyráběná opět v závodě v Sandouville nedaleko města Le Havre, společně s odvozeným Nissanem NV300. Přeznačkovaný vůz byl vyráběn pro značku Fiat mezi roky 2016 a 2020 (jako Fiat Talento); mezi roky 2020 a 2022 také jako Mitsubishi Express (prodávané v Asii a Oceánii). Opel a Vauxhall od roku 2019 své modely Vivaro již nevyrábějí na základě Traficu, nýbrž ve spolupráci se značkami Citroen a Peugeot.

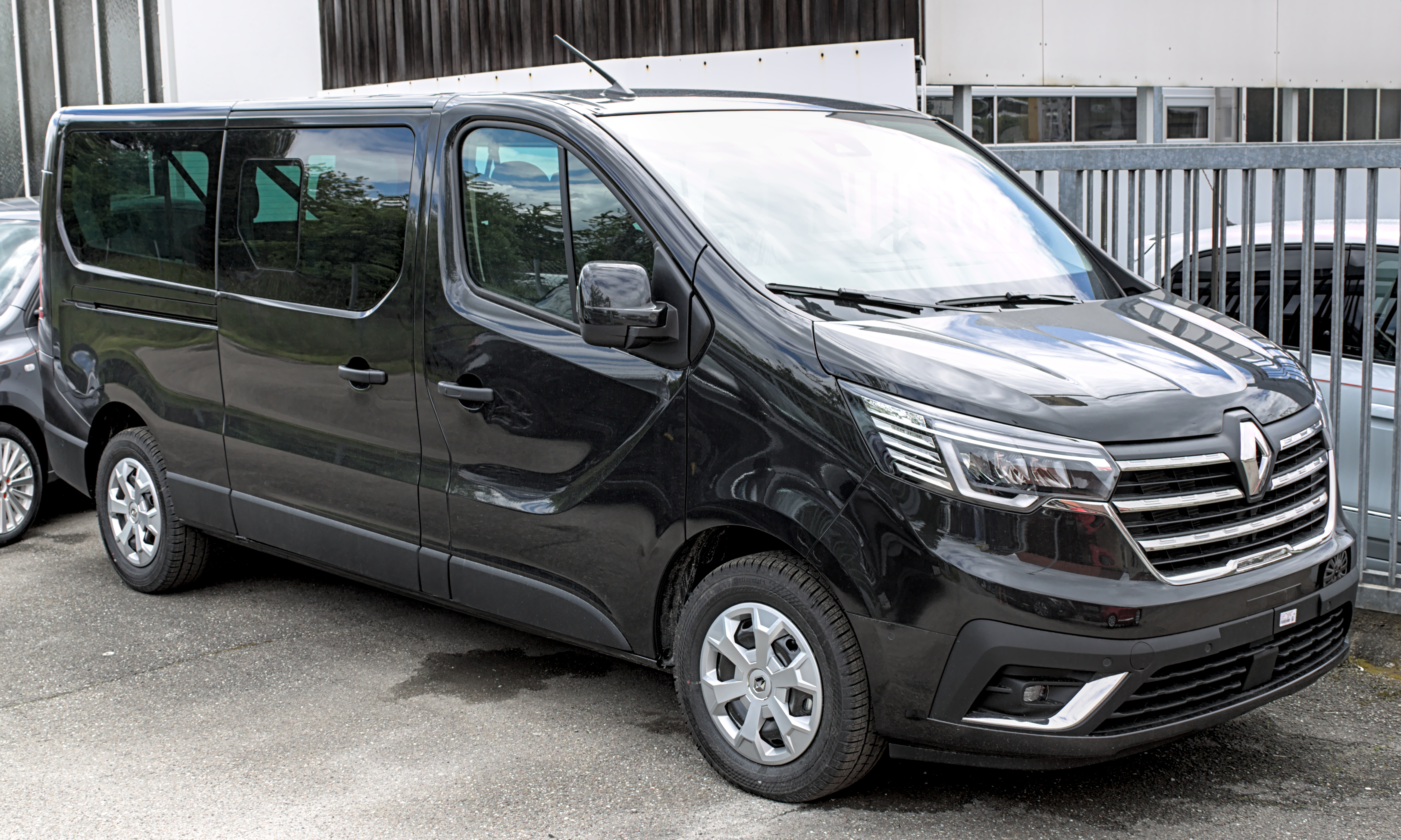
Renault Trafic
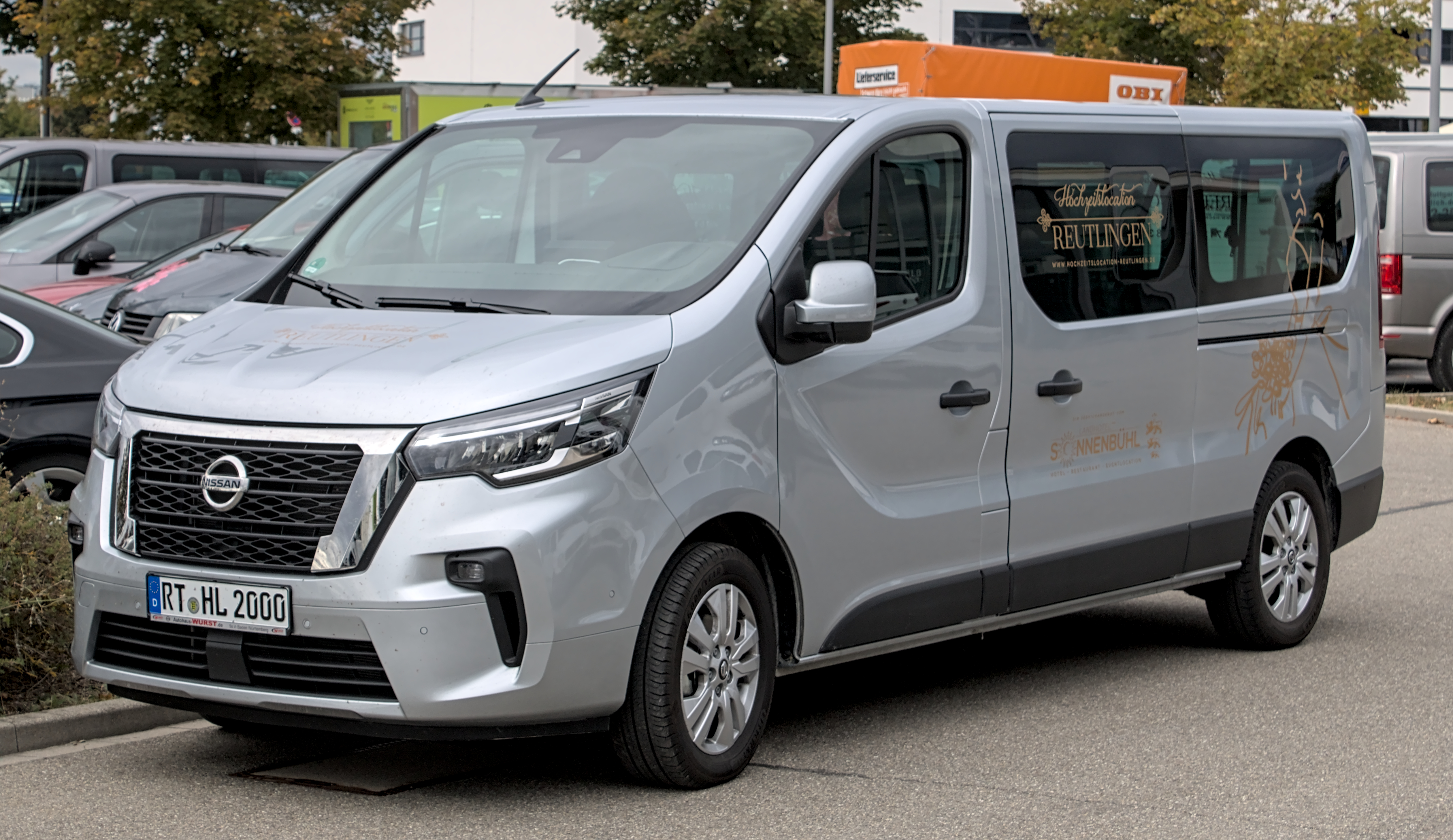
Nissan NV300 (facelift)
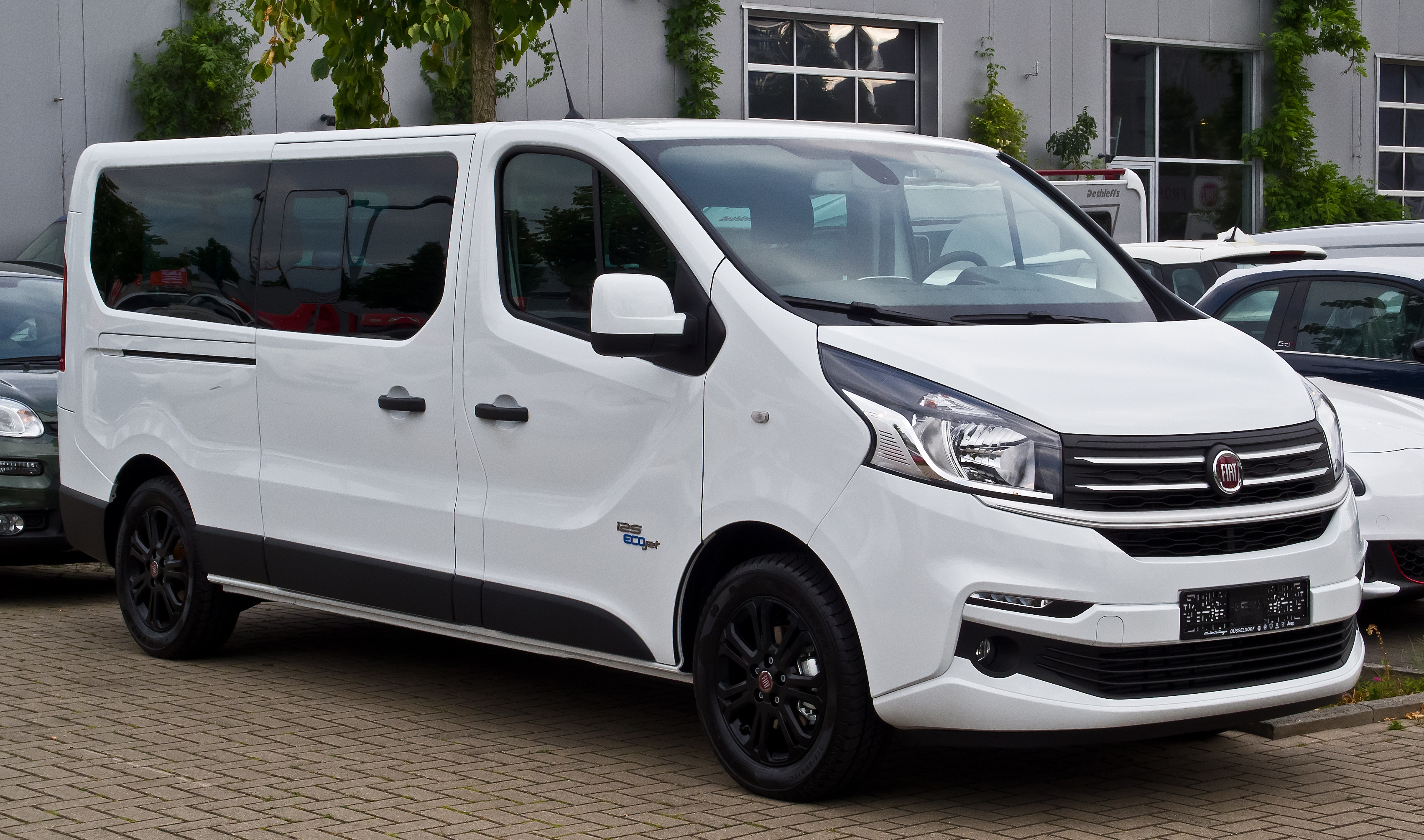
Fiat Talento
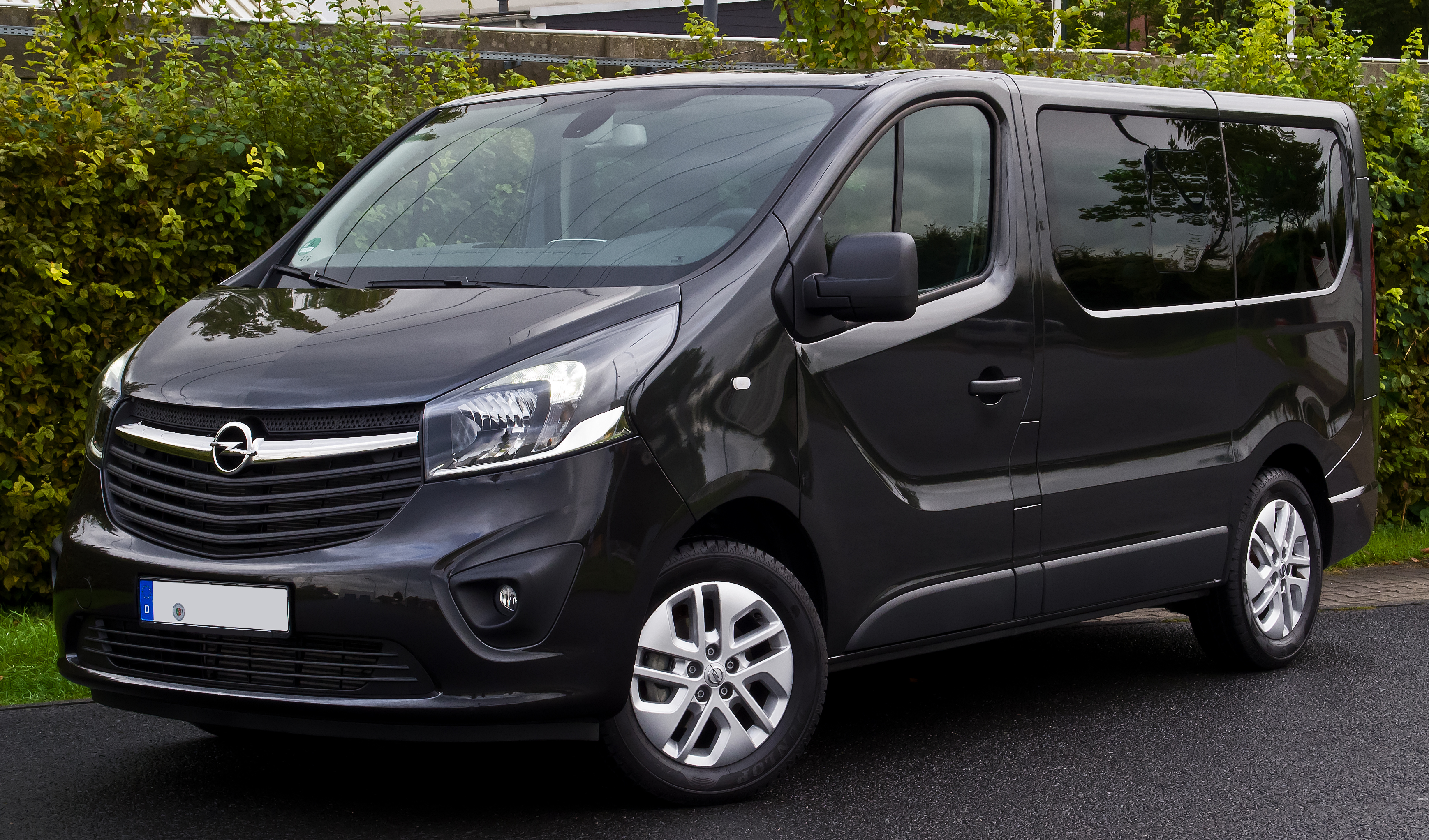
Opel Vivaro B
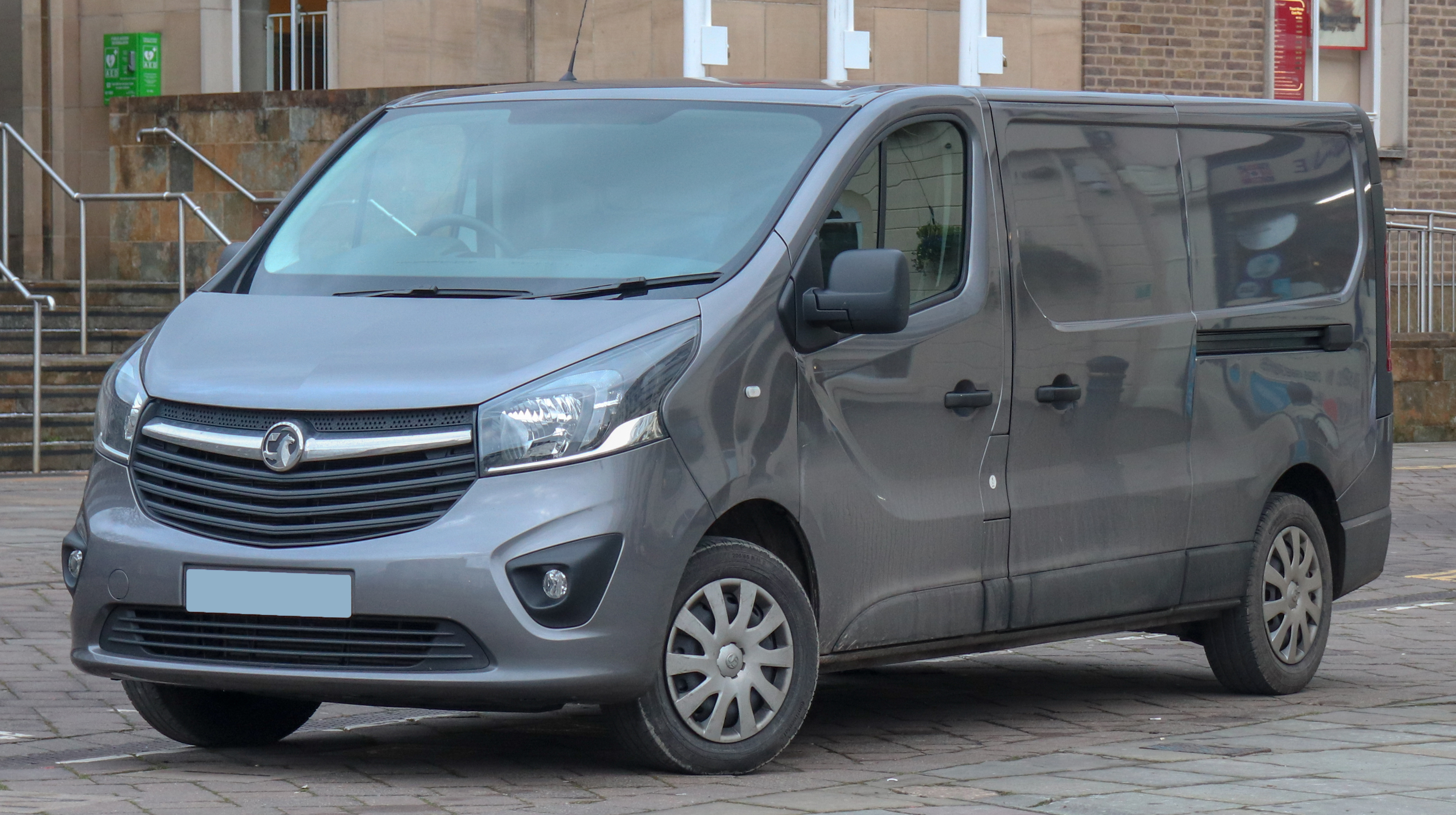
Vauxhall Vivaro
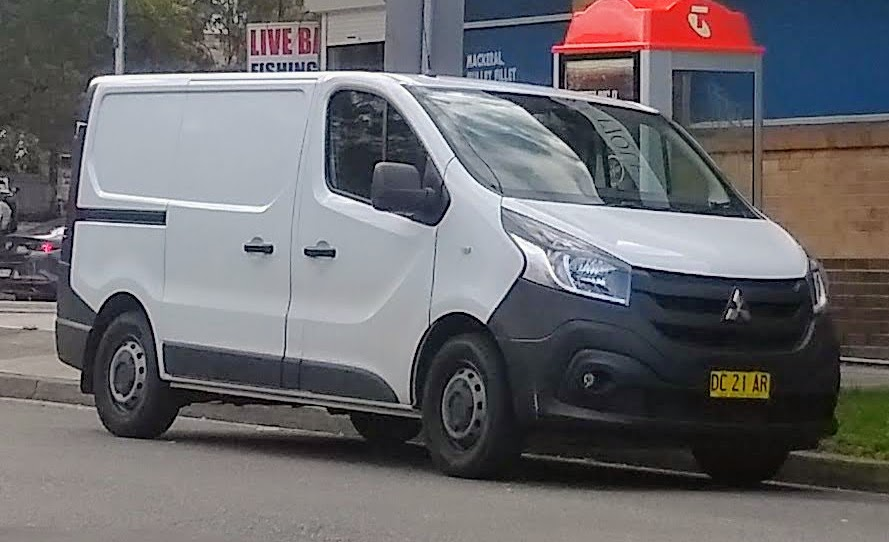
Mitsubishi Express